# Aplysiopsis
Aplysiopsis is een geslacht van weekdieren uit de klasse van de Gastropoda (slakken).

## Soorten
- Aplysiopsis brattstroemi (Er. Marcus, 1959)
- Aplysiopsis elegans Deshayes, 1853
- Aplysiopsis enteromorphae (Cockerell & Eliot, 1905)
- Aplysiopsis formosa Pruvot-Fol, 1953
- Aplysiopsis minor (Baba, 1959)
- Aplysiopsis nigra (Baba, 1949)
- Aplysiopsis orientalis (Baba, 1949)
- Aplysiopsis singularis Moro & Ortea, 2015
- Aplysiopsis sinusmensalis (Macnae, 1954)
- Aplysiopsis toyamana (Baba, 1959)